# Herman Klein
Herman Klein (geboren als Hermann Klein, * 23. Juli 1856 in Norwich; † 10. März 1934 in London) war ein britischer Musikschriftsteller, Musikkritiker und Gesangslehrer.

## Leben und Werk
Herman Klein wurde am 23. Juli 1856 in Norwich als Sohn von Hermann Klein senior und seiner Frau Adelaide (geborene Soman) geboren. Der Vater, Hermann Klein senior, war scheinbar aus dem damals zum russischen Kaiserreich gehörenden Riga (Lettland) nach England emigriert. In Riga war zu dieser Zeit eine große Anzahl deutsch-baltischer jüdischer Familien wie die Kleins ansässig. Herman Klein hatte fünf Brüder, der Violinist Max Klein, der Dramatiker Charles Klein, der Komponist Manuel Klein, der Schauspieler Alfred Klein und Philipp Klein sowie eine Schwester Adelaide.
Herman Klein wirkte einige Jahre lang als Gesangslehrer an der Guildhall School of Music in London und gab auch privaten Gesangsunterricht. Von 1874 bis 1877 studierte er dann Gesang bei Manuel García. Er wurde ein lebenslanger Befürworter der Lehrmethoden Garcías und verbreitete diese ab 1875 als Musikschriftsteller. Von 1881 bis 1901 wirkte er als Musikkritiker der Sunday Times, der Illustrated London News und anderer Zeitungen. Von 1902 bis 1909 lebte er in New York, kehrte dann aber wieder nach London zurück. In London wirkte er von 1917 bis 1921 als Kritiker der Saturday Review.
Herman Klein schrieb Thirty Years of Musical Life in London (New York 1903), Unmusical New York (New York und London 1910), The Reign of Patti (New York 1920), The Art of the Bel Canto (London 1923), Musicians and Mummers (London und New York 1925), Great Woman Singers (New York 1933).